# アイドルマスター シンデレラガールズ U149
『アイドルマスター シンデレラガールズ U149』（アイドルマスター シンデレラガールズ ユーいちよんきゅう）（THE IDOLM@STER CINDERELLA GIRLS U149）は、原作：バンダイナムコエンターテインメント、作画：廾之によるソーシャルゲーム『アイドルマスター シンデレラガールズ』の漫画化作品。
2024年現在、『サイコミ』連載作の中では最も連載期間が長い漫画。
タイトルの（U149=UNDER 149）が示す通り、身長149cm以下の小学生アイドルが新たに所属する芸能プロ「第3芸能課」を中心にストーリーが進行する。2016年10月15日にプロローグとなる第0話が公開され、2016年11月28日より連載が開始され、2024年11月23日更新の第152話をもって完結した。
ゲーム『アイドルマスター シンデレラガールズ』では単行本第1巻の発売を記念して、作中に登場した衣装をモチーフとしたぷち衣装がプレゼントされた。また、『アイドルマスター シンデレラガールズ スターライトステージ』では期間限定イベント「シンデレラキャラバン U149応援!!」が2018年2月12日から2月17日まで開催され、結城晴と的場梨沙がイベント限定アイドルとなったほか作中に登場したグッズをモチーフとしたルームアイテムがプレゼントされた。

## 登場人物

### 第3芸能課所属のアイドル
本作の中心となる芸能プロダクションの部署。特に目立った活動実績がなく、担当プロデューサーも不在であった。新米プロデューサーが配属されて以降、下積みなどの活動を行なっていくことになる。
当初は9名が所属。22話より千佳、28話より舞、65話よりこずえと雪美が合流している。
テレビアニメ版では初期メンバーの9名のみが登場。第12話にて追加メンバーが台詞なしで登場し、特別編にてこずえと雪美が台詞ありで登場する。
- 橘ありす（声 - 佐藤亜美菜）
- 櫻井桃華（声 - 照井春佳）
- 赤城みりあ（声 - 黒沢ともよ）
- 的場梨沙（声 - 集貝はな）
- 結城晴（声 - 小市眞琴）
- 佐々木千枝（声 - 今井麻夏）
- 龍崎薫（声 - 春瀬なつみ）
- 市原仁奈（声 - 久野美咲）
- 古賀小春（声 - 小森結梨）
- 横山千佳
- 福山舞
- 遊佐こずえ（声 - 花谷麻妃）
- 佐城雪美（声 - 中澤ミナ）

### 第1・2芸能課所属のアイドル
第1芸能課、第2芸能課に所属しているアイドルたち。
- 島村卯月（声 - 大橋彩香）
- 渋谷凛（声 - 福原綾香）
- 本田未央（声 - 原紗友里）
- 伊集院惠
- キャシー・グラハム
- 一ノ瀬志希（声 - 藍原ことみ）
- 宮本フレデリカ（声 - 髙野麻美）
- 城ヶ崎莉嘉
- メアリー・コクラン
- 高森藍子（声 - 金子有希）
- 道明寺歌鈴（声 - 新田ひより）
- 月宮雅
- 岸部彩華
- 衛藤美紗希
- 佐藤心（声 - 花守ゆみり）
- 三船美優（声 - 原田彩楓）
- 五十嵐響子
- 輿水幸子（声 - 竹達彩奈）
- 水木聖來
- 太田優
- 日野茜（声 - 赤﨑千夏）
- 沢田麻理菜
- 成宮由愛
- 吉岡沙紀
- 古澤頼子

以下はテレビアニメ版のみの登場アイドル。
- 安部菜々（声 - 三宅麻理恵）
- 速水奏（声 - 飯田友子）
- 塩見周子（声 - ルゥティン）
- 城ヶ崎美嘉（声 - 佳村はるか）
- 桐生つかさ（声 - 河瀬茉希）
- 片桐早苗（声 - 和氣あず未）
- 川島瑞樹（声 - 東山奈央）
- 高垣楓（声 - 早見沙織）

### 他事務所に所属するアイドル
- 南条光
- 前川みく
- 大和亜季
- 堀裕子（声 - 鈴木絵理）
- 脇山珠美
- 及川雫（声 - のぐちゆり）
- 首藤葵
- 新田美波（声 - 洲崎綾）
- 北川真尋
- 小関麗奈
- 三好紗南
- 乙倉悠貴

### 社員
- プロデューサー（声 - 米内佑希）
- ルーキートレーナー（声 - 佐倉綾音）
- トレーナー（声 - 佐倉綾音）
- ベテラントレーナー（声 - 佐倉綾音）
- マスタートレーナー
- 第1芸能課の上司（声 - 河本啓佑）　※アニメ版ではプロデューサーの先輩（課長）であり、仕事のフォローや飲みへの誘いなどを積極的に行なっている。
- 部長

#### アニメ版オリジナルの登場人物
部長
声 - 稲葉実
プロデューサーの上司の一人。喫煙者。会長の思いつきで始動した第3芸能課に対しては否定的ではあるものの、仕事自体に関しては真摯な行動を見せる。漫画での部長とは別人物。
次長
声 - 武虎
プロデューサーの上司の一人。喫煙者。第3芸能課所属アイドルと同じくらいの歳の娘がいる。基本的には部長の腰ぎんちゃく。
会長
声 - 西村知道
第3芸能課を発足させた人物。

### その他
プロデューサーの姉
声 - 相川奈都姫
プロデューサーと電話でよく連絡を取り合っており、弟から相談を受けることもある。子持ち。

## 書誌情報
1巻から10巻までは、ボイスドラマと歌を収録したオリジナルCDが付録されたSPECIAL EDITION（特装版）がある。第6巻以降は一般書店では流通されず一部のアニメショップ、量販店およびCygames公式通販サイト「Cystore」のみでの流通のため、ISBNコードが付与されていない。また、第7巻・第8巻と第9巻・第10巻はそれぞれ2巻同時発売。第9・10巻にはSPECIAL EDITIONと「第3芸能課だよ」の3冊セットになった同梱限定セットも発売された。第11〜16巻については通常版のみで、2023年3月〜8月に毎月刊行された。第17巻以降も通常版のみとなっている。
- 廾之（漫画）・バンダイナムコエンターテインメント（原作）『アイドルマスター シンデレラガールズ U149』〈サイコミ〉、既刊16巻（2023年8月30日現在）
  1. 2017年7月28日発売[6]、ISBN 978-4-065-09204-0（通常版） / ISBN 978-4-06-509205-7 (SPECIAL EDITION)
    - SPECIAL EDITIONオリジナルCDにはボイスドラマと歌を収録。

  2. 2018年1月30日発売[7]、ISBN 978-4-065-09245-3（通常版） / ISBN 978-4-06-509246-0 (SPECIAL EDITION)
    - SPECIAL EDITIONオリジナルCDにはボイスドラマと歌を収録。

  3. 2018年5月30日発売[8]、ISBN 978-4-06-511869-6（通常版） / ISBN 978-4-06-511868-9 (SPECIAL EDITION)
    - SPECIAL EDITIONオリジナルCDにはボイスドラマと歌を収録。

  4. 2018年10月30日発売[9]、ISBN 978-4-06-512943-2（通常版） / ISBN 978-4-06-512944-9 (SPECIAL EDITION)
    - SPECIAL EDITIONオリジナルCDにはボイスドラマと歌を収録。

  5. 2019年5月30日発売[10]、ISBN 978-4-06-516308-5（通常版） / ISBN 978-4-06-516311-5 (SPECIAL EDITION)
    - SPECIAL EDITIONオリジナルCDにはボイスドラマと歌を収録。

  6. 2020年4月30日発売[11]
    - SPECIAL EDITIONオリジナルCDには歌を収録。

  7. 2021年4月28日発売[12]
    - SPECIAL EDITIONオリジナルCDには歌を収録。

  8. 2021年4月28日発売[12]
    - SPECIAL EDITIONオリジナルCDには歌を収録。

  9. 2022年4月28日発売[13]
    - SPECIAL EDITIONオリジナルCDには歌を収録。

  10. 2022年4月28日発売[13]
    - SPECIAL EDITIONオリジナルCDには歌を収録。

  11. 2023年3月30日発売[14]
  12. 2023年4月28日発売[15]
  13. 2023年5月30日発売[16]
  14. 2023年6月30日発売[17]
  15. 2023年7月28日発売[18]
  16. 2023年8月30日発売[19]
  17. 2024年6月28日発売[20]
  18. 2025年4月11日発売[21]
  19. 2025年4月11日発売[21]

## テレビアニメ
2022年4月3日に開催された『THE IDOLM@STER CINDERELLA GIRLS 10th ANNIVERSARY M@GICAL WONDERLAND!!!』の2日目公演にてテレビアニメ化が発表された。2023年4月から6月までテレビ東京ほかにて放送された。

### スタッフ
- 原作 - バンダイナムコエンターテインメント[25]
- 原案 - 廾之（サイコミ「アイドルマスター シンデレラガールズ U149」）[25]
- 監督・音響監督 - 岡本学[25]
- 副監督 - 高嶋宏之[25]
- シリーズ構成・脚本 - 村山沖[25]
- アニメーションキャラクターデザイン・総作画監督 - 井川典恵[25]
- コンセプトアート - 大久保錦一[25]
- デザインワークス - 野田猛、小田崎恵子、中村倫子、渡部尭皓、槙田路子[25]
- 美術設定 - 曽野由大、高橋武之、金平和茂[25]
- 美術監督 - 井上一宏[25]
- 色彩設計 - 土居真紀子[25]
- 3DCGディレクター - 石川寛貢、榊正宗、神谷宣幸[25]
- 撮影監督 - 関谷能弘[25]
- 編集 - 三嶋章紀[25]
- 音楽 - 宮崎誠、川田瑠夏、睦月周平[25]
- 音楽制作 - 日本コロムビア[25]
- 音楽プロデューサー - 柏谷智浩
- アニメーションプロデューサー - 上内健太
- アニメーション制作 - CygamesPictures[22]
- エグゼクティブプロデューサー - 田中快、竹中信広、柏谷智浩
- プロデューサー - 川口崚太、冨田功一郎、秋田穣、柏谷智浩
- 製作 - バンダイナムコエンターテインメント、Cygames、日本コロムビア

### 主題歌・挿入歌
オープニングテーマ「Shine In The Sky☆」
第2話から第10話にかけて使用。歌はU149、作詞はMahiro、作曲は俊龍、編曲はSizuk。
エンディングテーマ
「よりみちリトルスター」
U149による第1話エンディングテーマ。作詞は朝倉路、作曲・編曲は渡部チェル。
「みんなのきもち」
市原仁奈（久野美咲）による第2話エンディングテーマ。作詞・作曲・編曲はBNSI（佐藤貴文）。
「Romantic Now」
赤城みりあ（黒沢ともよ）による第3話エンディングテーマ。作詞はBNSI（MC TC）、作曲・編曲はBNSI（Taku Inoue）。
「愛の讃歌」
櫻井桃華（照井春佳）による第4話エンディングテーマ。作詞は小金井つくも、作曲・編曲は坪田修平（TRYTONELABO）。
「GEMSTONE」
的場梨沙（集貝はな）による第5話エンディングテーマ。作詞・作曲は出口遼、編曲は出口遼と飯田涼太。
エンディング映像は「第3芸能課　大人っぽコーデ　けんきゅー会!! By Risa」と銘打ち、本編で梨沙を可愛らしいコーデにさせたのとは逆に他のアイドルに大人っぽいコーデにさせるPV仕立てのものになっている。
「ACE」
結城晴（小市眞琴）による第6話エンディングテーマ。作詞はミズノゲンキ、編曲・作曲は睦月周平。
「お願い！シンデレラ」
古賀小春（小森結梨）による第7話エンディングテーマ。作詞はmarhy、作曲・編曲はNBSI（内田哲也）。
「あこがれステッチ」
佐々木千枝（今井麻夏）による第8話エンディングテーマ。作詞は磯谷佳江、作曲は小野貴光、編曲は玉木千尋。
「ひまわりマークをさがせ！」
龍崎薫（春瀬なつみ）による第9話エンディングテーマ。作詞は高瀬愛虹、作曲・編曲は渡部チェル。
「グッデイ・グッナイ」
U149による第10話・第12話エンディングテーマ。作詞・作曲・編曲はヒゲドライバー。
渡部チェル曰く、「この曲が本来の通常エンディングテーマであり、上記楽曲は全て特殊ED」とのこと。
「to you for me」
橘ありす（佐藤亜美菜）による第11話エンディングテーマ。作詞は渡部紫緒、作曲はBNSI（Yoshi）、編曲は滝澤俊輔（TRYTONELABO）。
「とくとく……とく……」
佐城雪美（中澤ミナ）による特別編1エンディングテーマ。作詞・作曲・編曲は森本練。
「おめざめめーめー」
遊佐こずえ（花谷麻妃）による特別編2エンディングテーマ。作詞は八城雄太、作曲は宮崎まゆ、編曲は賀佐泰洋。
挿入歌
「お願い！シンデレラ」
第1話ではありすのレッスンやプロデューサーのカラオケとして使用。
「きみにいっぱい☆」
市原仁奈（久野美咲）、一ノ瀬志希（藍原ことみ）、宮本フレデリカ（髙野麻美）による第2話挿入歌。作詞はApis（TRYTONELABO）、作曲・編曲は滝澤俊輔（TRYTONELABO）。
「凸凹スピードスター」
安部菜々（三宅麻理恵）、佐藤心（花守ゆみり）、赤城みりあ（黒沢ともよ）による第3話挿入歌。作詞・作曲・編曲はゆよゆっぺ。
「無重力シャトル」
櫻井桃華（照井春佳）による第4話挿入歌。作詞・作曲は北川悠仁、編曲は玉屋2060%（Wienners）。
「BEYOND THE STARLIGHT」
的場梨沙（集貝はな）による第5話挿入歌。作詞は八城雄太、作曲・編曲は石濱翔（MONACA）。
「Tulip」
速水奏（飯田友子）、塩見周子（ルゥティン）、城ヶ崎美嘉（佳村はるか）、宮本フレデリカ（髙野麻美）、一ノ瀬志希（藍原ことみ）による第6話挿入歌。作詞は森由里子、作曲・編曲は石濱翔（MONACA）。
「Nightwear」
同じく速水奏、塩見周子、城ヶ崎美嘉、宮本フレデリカ、一ノ瀬志希による第6話挿入歌。作詞はMC TC、作曲・編曲はTaku Inoue。
「アイム・ア・リトル・プリンセス 〜お星さまにお願い〜」
古賀小春（小森結梨）による第7話挿入歌。作詞は朝倉路、作曲・編曲は渡部チェル。
「Sing the Prologue♪」
佐々木千枝（今井麻夏）、桐生つかさ（河瀬茉希）による第8話挿入歌。作詞は高瀬愛虹、作曲は滝澤俊輔（TRYTONELABO）、編曲はTAKT（TRYTONELABO）。
「アタシガルール」
桐生つかさ（河瀬茉希）による第8話挿入歌。作詞・作曲・編曲は鶴﨑輝一。
「SUN♡FLOWER」
橘ありす（佐藤亜美菜）、結城晴（小市眞琴）、龍崎薫（春瀬なつみ）による第9話挿入歌。作詞は坂井竜二、作曲・編曲は山崎真吾。
「モーレツ★世直しギルティ！」
堀裕子（鈴木絵理）、片桐早苗（和氣あず未）、及川雫（のぐちゆり）による第9話挿入歌。作詞はfumi、作曲は小野貴光、編曲は玉木千尋。
プロデューサーが仕事中にこの曲を聴いていた。
「ゼロトゥワン!!」
U149による第10話挿入歌。作詞・作曲・編曲は宮崎誠。
「ドレミファクトリー！」
同じくU149による第10話挿入歌。作詞・作曲は俊龍、編曲はSizuK。
作中では会長自ら製作したということになっている。
「in fact」
橘ありす（佐藤亜美菜）による第11話挿入歌。作詞・作曲はMaiko Fujita、編曲は河田瑠夏。
「ハイファイ☆デイズ」
佐々木千枝・櫻井桃華・市原仁奈・龍崎薫・赤城みりあによる第12話挿入歌。作詞・作曲・編曲は宮崎誠。
「キラメキ☆」
U149による第12話挿入歌。作詞は高瀬愛虹、作曲・編曲は渡部チェル。

### 各話リスト
| 話数    | サブタイトル                                         | 絵コンテ                             | 演出                     | 作画監督 | 放送日        |
| ------- | ---------------------------------------------------- | ------------------------------------ | ------------------------ | --- | ------------- |
| 第1話   | 鏡でも見ることができない自分の顔って、なに？         | 岡本学                               | 片岡史旭                 | 井川典恵 | 2023年 4月6日 |
| 第2話   | おでかけなのにただいまをするもの、なに？             | 高嶋宏之                             | 高嶋宏之                 | 須川康太 槙田路子 高妻匠 井川典恵                                                                                          | 4月13日       |
| 第3話   | 海に沈んでもぬれないもの、なに？                     | 高橋正典                             | 高橋正典                 | 末田典恵 小池智史 佐々木洋也                                                                                               | 4月20日       |
| 第4話   | 羽が折れているのに飛んでいくもの、なに？             | 河原龍太                             | 河原龍太                 | 野田猛 | 4月27日       |
| 第5話   | すごく高いのにずっと地下にあるもの、なに？           | 長町英樹                             | 長町英樹                 | 長沼智也 栗原裕明 | 5月4日        |
| 第6話   | 暑くなればなるほどかけるもの、なに？                 | 伊礼えり                             | 伊礼えり                 | 伊礼えり 岡崎滉 才田圭之介 佐々木洋也 鹿戸大介 滝吾郎 保村成 蔡泓鏗 浜平蒼生 林由香 24㎡                                   | 5月11日       |
| 第7話   | 声を持たないのに語るもの、なに？                     | 高嶋宏之                             | 藍崎灯                   | 須川康太 矢永沙織 槙田路子                                                                                                 | 5月18日       |
| 第8話   | 綺麗になるためにはくもの、なに？                     | 片岡史旭                             | 片岡史旭                 | 井川典恵 小田崎恵子 佐々木洋也 杉薗朗子 岡崎滉 小池智史 保村成 高妻匠 矢永沙織 studio maf 浜平蒼生                         | 6月1日        |
| 第9話   | あったかいと顔がほころぶもの、なに？                 | 諸冨直也                             | 諸冨直也                 | 秋月彩 桐谷真咲 富永一仁 中島順 ハニュー                                                                                   | 6月8日        |
| 第10話  | 重ねれば重ねるほど大きくなる色って、なに？           | 長町英樹                             | 長町英樹 髙橋正典 白羽鬨 | 小池智史 矢永沙織 富谷美香 落合良亮 蔡泓鏗 高妻匠 studio maf 浜平蒼生 林由香                                               | 6月15日       |
| 第11話  | 大人と子供の違いって、なに？                         | 小林敦                               | 小林敦                   | 井川典恵 栗原裕明 滝吾郎 岡崎滉 槙田路子 須川康太 矢永沙織 Cygames Pictures 佐々木啓悟 高妻匠                              | 6月22日       |
| 第12話  | 明るいときは見えなくて、眠るときに見えるもの、なに？ | 鈴木健太郎 河森正治 （ライブパート） | みうらたけひろ 井端義秀  | 小池智史 佐々木洋也 鹿戸大介 長沼智也 長町英樹 矢永沙織 原誠 井川典恵 studio maf 浜平蒼生 Cygames Pictures 落合良亮 蔡泓鏗 | 6月29日       |
| 特別編1 | 見えないけど、跳ねたりおどったりするもの、なに？     | 諸冨直也                             | 諸冨直也                 | CygamesPictures 諸冨直也 高妻匠 蔡泓鏗                                                                                     | テレビ未放送  |
| 特別編2 | おしゃべりすると咲く花って、なに？                   | 片岡史旭                             | 片岡史旭                 | 井川典恵 長沼智也 岡崎滉 槙田路子 小池智史                                                                                 | テレビ未放送  |

### 放送局
| 放送期間                              | 放送時間                                  | 放送局      | 対象地域   | 備考                                 |
| ------------------------------------- | ----------------------------------------- | ----------- | ---------- | ------------------------------------ |
| 2023年4月6日 - 6月29日                | 木曜 0:00 - 0:30（水曜深夜）              | テレビ東京  | 関東広域圏 | 協力 / 字幕放送                      |
| 2023年4月6日 - 6月22日 2023年7月1日   | 木曜 23:00 - 23:30 土曜 23:30 - 日曜0:00  | AT-X        | 日本全域   | CS放送 / 字幕放送 / リピート放送あり |
| 2023年4月10日 - 6月26日 2023年6月30日 | 月曜 23:30 - 火曜 0:00 金曜 23:00 - 23:30 | BS11        | 日本全域   | 協力 / BS放送 / 『ANIME+』枠         |
| 2023年4月14日 - 7月7日                | 金曜 22:30 - 23:00                        | BS日テレ    | 日本全域   | BS/BS4K放送 / 『アニメにむちゅ〜』枠 |
| 2023年4月15日 - 7月8日                | 土曜 7:00 - 7:30                          | TVQ九州放送 | 福岡県     |                                      |

| 配信開始日   | 配信時間                    | 配信サイト |
| ------------ | --------------------------- | --- |
| 2023年4月6日 | 木曜 0:30 -1:00（水曜深夜） | ニコニコチャンネル |
| 2023年4月9日 | 日曜 0:00（土曜深夜） 更新  | TVer ネットもテレ東 バンダイチャンネル ふらっと動画 Hulu TELASA J:COMオンデマンド メガパック milplus auスマートパスプレミアム U-NEXT アニメ放題 DMM TV ABEMA dアニメストア （本店・ニコニコ支店・for Prime Video ） |

### Blu-ray（アニメ）
| 巻 | 発売日         | 収録話                | 規格品番   |
| -- | -------------- | --------------------- | ---------- |
| 1  | 2023年7月26日  | 第1話 - 第3話         | CYGX-00015 |
| 2  | 2023年8月30日  | 第4話 - 第6話         | CYGX-00016 |
| 3  | 2023年9月27日  | 第7話 - 第9話         | CYGX-00017 |
| 4  | 2023年10月25日 | 第10話 - 第12話 + OVA | CYGX-00018 |

### 関連番組（アニメ）
U149 Party
2023年4月5日にテレビ東京での放送開始2時間前の特別番組としてニコニコ生放送にて配信された。通常配信されている『CINDERELLA PARTY!』の派生番組。パーソナリティは佐藤亜美菜（橘ありす 役）、久野美咲（市原仁奈 役）、米内佑希（プロデューサー 役）。
アイドルマスター シンデレラガールズ U149の夜ふかし★放送部
2023年4月6日から6月30日までASOBISTAGEとYouTubeにて配信された。テレビアニメのアフタートークやU149のグッズ情報を配信。MCは米内佑希（プロデューサー 役）、ゲストとして第3芸能課アイドルを演じる声優が出演する。
第1回から第11回までは木曜22時に収録分が配信され、第12回は金曜19時に生配信として配信された。
本配信後にはASOBISTAGEのみ、アソビストアプレミアム会員向けにおまけパートが配信された。
TVアニメ「アイドルマスター シンデレラガールズ U149」スペシャルトークステージ生配信@ニコニコ超会議2023
2023年4月30日に開催されたニコニコ超会議2023に出展。ニコニコ生放送とYouTube Liveでも配信された。キャストによる第1話のリアルオーディオコメンタリー等のスペシャルトークステージを開催。出演は佐藤亜美菜（橘ありす 役）、照井春佳（櫻井桃華 役）、今井麻夏（佐々木千枝 役）、春瀬なつみ（龍崎薫 役）、⽶内佑希（プロデューサー 役）。

## イベント
- TVアニメ「アイドルマスター シンデレラガールズ U149」スペシャルトークイベント 〜トゥインクルパーティー〜[37]
  - 2023年11月11日・12日に森のホール21・大ホールにて開催。後者は昼公演と夜公演を開催。
  - 出演 - 佐藤亜美菜、集貝はな、今井麻夏、春瀬なつみ、久野美咲、小森結梨、中澤ミナ、花谷麻妃、米内佑希、照井春佳（12日のみ）、小市眞琴（12日のみ）
- デレラジ☆プレゼンツ U149完結記念イベント ソラシドリームパーティー
  - 2025年4月12日に科学技術館・サイエンスホールにて開催。昼公演と夜公演を開催。
  - 出演 - 佐藤亜美菜、集貝はな、小市眞琴、春瀬なつみ、米内佑希、廾之（サプライズ登壇）、やばい（サプライズ登壇）

## 関連メディア

### CD
THE IDOLM@STER CINDERELLA GIRLS U149 ANIMATION MASTER
アニメ使用曲を収録したシングルおよびサウンドトラックのCDシリーズ。

#### 限定CD
第1巻
櫻井桃華と橘ありすの「ハイファイ☆デイズ（M@STER VERSION）」、市原仁奈と龍崎薫の「Orange Sapphire」、「お願い！シンデレラ（M@STER VERSION）」の橘ありすソロ・リミックスの3曲を収録。ドラマパートには本編の内容から続く第6.5話としてボイスドラマを収録。登場キャラクターは、橘ありす、櫻井桃華、市原仁奈、龍崎薫、プロデューサー。
第2巻
赤城みりあと結城晴の「青空エール」、櫻井桃華と佐々木千枝の「明日また会えるよね」、「お願い！シンデレラ（M@STER VERSION）」の結城晴ソロ・リミックスの3曲を収録。結城晴（小市眞琴）はこのCDがシリーズ初参加。ドラマパートには本編の内容から続く第10.5話としてボイスドラマを収録。登場キャラクターは、結城晴、赤城みりあ、佐々木千枝、橘ありす、櫻井桃華、龍崎薫、プロデューサー。
第3巻
櫻井桃華・佐々木千枝・橘ありす・結城晴・龍崎薫の新曲「ドレミファクトリー！」、佐々木千枝と高森藍子の「絶対特権主張しますっ！」、結城晴と一ノ瀬志希の「BEYOND THE STARLIGHT（M@STER VERSION）」の3曲を収録。ドラマパートには本編の内容から続く第18.5話としてボイスドラマを収録。登場キャラクターは、佐々木千枝、市原仁奈、龍崎薫、結城晴、高森藍子、道明寺歌鈴、プロデューサー。
第4巻
渋谷凛と橘ありすの「Nation Blue」、赤城みりあ・結城晴・市原仁奈の「Yes! Party Time!!」、道明寺歌鈴と櫻井桃華の「キラッ！満開スマイル」の3曲を収録。ドラマパートにはボイスドラマ「第3芸能課放送室」を収録。
第5巻
赤城みりあ・市原仁奈の「ドレミファクトリー！」、三船美優・市原仁奈の「きみにいっぱい☆｣の2曲と、オリジナルボイスドラマ「第30.5話」を収録。
第6巻
佐々木千枝の新ソロ曲「あこがれステッチ」、櫻井桃華の「きゅん・きゅん・まっくす｣、的場梨沙の「ドレミファクトリー！」の3曲を収録。
第7巻
龍崎薫の新ソロ曲「ひまわりマークをさがせ！」、新田美波・結城晴の「銀のイルカと熱い風｣、日野茜・橘ありすの「サマカニ！！｣の3曲を収録。
第8巻
佐城雪美の「オルゴールの小箱」、遊佐こずえの「アタシポンコツアンドロイド」、的場梨沙の「ミラーボール・ラブ」の3曲を収録。
第9巻
的場梨沙の新ソロ曲「GEMSTONE」、佐城雪美の「ドレミファクトリー！」、高森藍子の「空想探査計画」の3曲を収録。
第10巻
赤城みりあの「Spring Screaming」、橘ありす・渋谷凛の「生存本能ヴァルキュリア｣、遊佐こずえの「ドレミファクトリー！｣の3曲を収録。

### 漫画
アイドルマスター シンデレラガールズ U149 第3芸能課だよ
『サイコミ』公式Twitterにて2019年2月23日から2023年9月16日まで連載。隔週土曜日更新。漫画はやばい 、協力は廾之。
4コマ漫画で第3芸能課の日常を描いている。過去の話はモーメントにまとめられている。
U149単行本第9巻・第10巻SPECIAL EDITIONの購入者特典として初めて単行本化された。

## 関連番組

### アイドルマスター シンデレラガールズ U149 放課後スタジオ ／ みちくさティータイム
「サイコミ」内部にて2018年12月1日より隔週で配信されていたラジオ番組。なお、番組内では「音声バラエティ番組」と称している。2019年7月27日の第18回配信分で、「一旦おやすみ」として、更新休止となっている。
パーソナリティは日直と呼称され、『U149』に関連したキャストが毎回交代して担当している。制作スタッフや、劇中で第3芸能課に所属していないアイドルのキャストはゲスト扱い。
有料配信であるみちくさティータイムでは、『U149』作者の廾之が収録ブース外から出演者と受け答えを行う。一部の回ではブース内で発言。